# Павлоградська телевежа
Павлогра́дська телеве́жа — суцільнометалева просторова ґратована телевізійна вежа у місті Павлоград. Висота вежі з антенами приблизно 68 метрів, висота верхнього майданчика приблизно 60 метрів.

## Історія ретрансляції
- 9 червня 1992 — радіостанція «Самара» розпочала мовлення на частотах 73.88 MHz та 107.9 MHz

- 1999
  - 19 квітня — радіостанція «Інді-Радіо» розпочала мовлення на частоті 102.2 MHz, згодом розпочалася ретрансляція радіостанції «Хіт-FM»

- 2001
  - 7 листопада — радіостанція «Хіт-FM» змінюється на радіостанцію «Шансон» на частоті 102.2 MHz

- 2004
  - 1 березня — радіостанція «Хіт-FM» відновила мовлення, але вже на іншій частоті — 103.8 MHz

- 2003
  - кінець року — телеканал «Україна» розпочав мовлення на 52 ТВК

- 2004
  - телеканал «ТЕТ» розпочав мовлення на 37 ТВК

- 2005
  - телеканал «СТБ» розпочав мовлення на 35 ТВК
  - квітень — радіостанція «Авторадіо-Україна» розпочала мовлення на частоті 106.1 MHz

- 2006
  - телеканал «Тоніс» розпочав мовлення на 60 ТВК
  - 17 листопада — радіостанція «Радіо 5» розпочала мовлення на частоті 107.1 MHz

- 2007
  - літо — радіостанція «Радіо 5» змінила назву на «Ретро-FM» на частоті 107.1 MHz
  - літо — радіостанція «Radio One» розпочала мовлення на частоті 100.9 MHz
  - 7 вересня — радіостанція «Ретро-FM» припинила мовлення на частоті 107.1 MHz

- 2008
  - січень — радіостанція «Ретро-FM» відновила мовлення на частоті 107.1 MHz
  - листопад — радіостанції «Radio One» (100.9 MHz) та «Авторадіо-Україна» (106.1 MHz) переносять мовлення на вежу РТПЦ (антени спрямовані приблизно на південь)
  - осінь — телеканал «Дніпропетровський Державний» розпочинає ретрансляцію телеканалу «MTV-Україна» на 50 ТВК

- 2009
  - 15 квітня — радіостанція «Radio One» змінюється на радіостанцію «Алла» на частоті 100.9 MHz
  - телеканал «Дніпропетровський Державний» припиняє ретрансляцію телеканалу «MTV-Україна» на 50 ТВК

- 2011
  - осінь — радіостанція «Люкс FM» розпочала радіомовлення на частоті 105.1 MHz
  - кінець — радіостанція «Алла» змінюється на радіостанцію «Європа плас» на частоті 100.9 MHz

## Радіомовлення
Радіостанції які мовлять з телевежі Концерну радіомовлення, радіозв'язку та телебачення.
- 90,3 - Павлоградська телерадіокомпанія
- 91,1 - Прямий FM
- 100,2 - Країна ФМ
- 100,9 - Радіо Промінь
- 102,2 - Шлягер FM
- 104,2 - Українське радіо / Українське радіо. Дніпро
- 107,1 - Радіо Культура

## Телевізійне мовлення

### Цифрове мовлення
| ТВК | Назва         |
| --- | ------------- |
| 28  | 1 мультиплекс |
| 22  | 2 мультиплекс |
| 48  | 3 мультиплекс |
| 61  | 5 мультиплекс |
| 5   | 7 мультиплекс |